# Gare de Reuilly (Paris)
Ne doit pas être confondu avec Gare de Reuilly (Indre).
La gare de Reuilly est une gare ferroviaire française, en activité de 1859 à 1985, située au 181, avenue Daumesnil dans le 12e arrondissement de Paris. Depuis 2003, son bâtiment voyageurs est devenu la maison des associations de l'arrondissement.

## Situation ferroviaire
À l'origine, la gare de Reuilly est située au point kilométrique (PK) 2,134 de la ligne de Paris-Bastille à Marles-en-Brie, dite ligne de Vincennes, entre les gares de Paris-Bastille et de Bel-Air.

## Histoire
La ligne de Paris-Bastille à Marles-en-Brie est ouverte le 22 septembre 1859. Elle est fermée au trafic voyageurs en 1969, à la suite de sa reprise par la ligne A du RER qui amène les voyageurs à la gare de Nation.
En 1985, l'activité marchandises est encore importante. Néanmoins, afin de permettre à la mairie de Paris de réaliser une opération immobilière, la SNCF lui vend les 10 hectares (environ) de l'emprise de la gare, comprenant la gare de triage et de marchandises. La municipalité a réaménagé cet espace en initiant la « ZAC de Reuilly ».

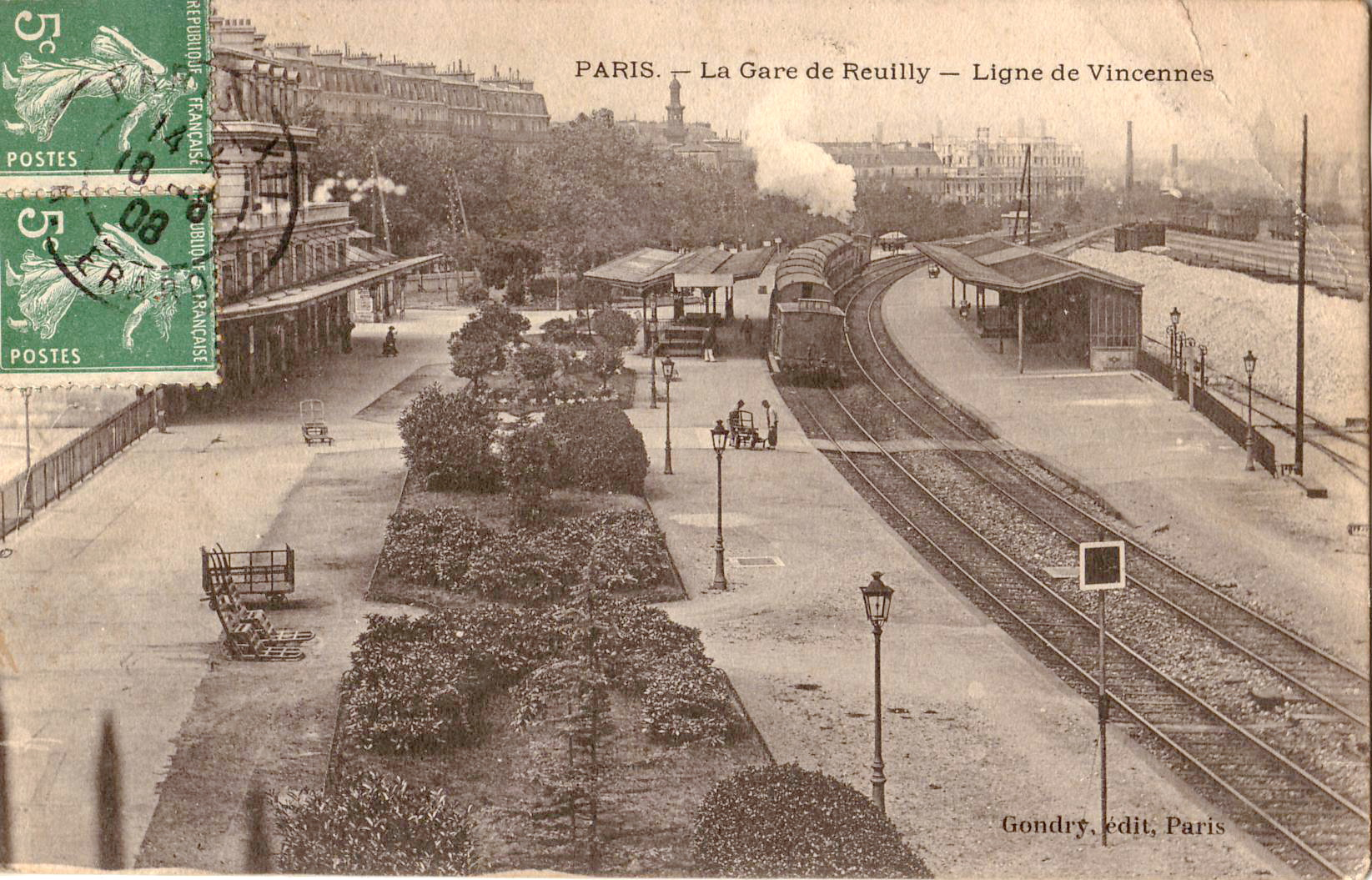
Les quais au début du XXe siècle.
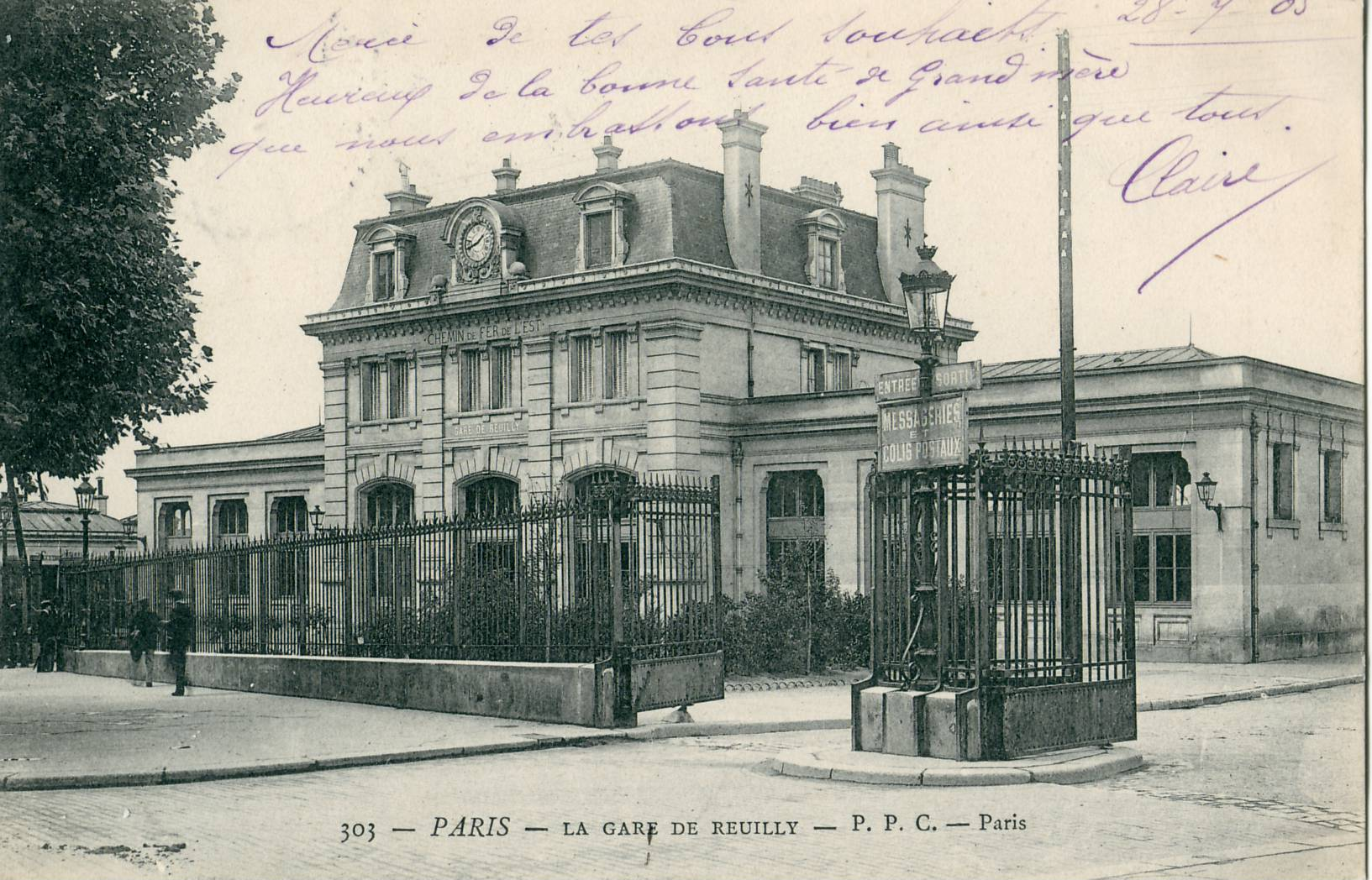
Le bâtiment voyageurs au début du XXe siècle.
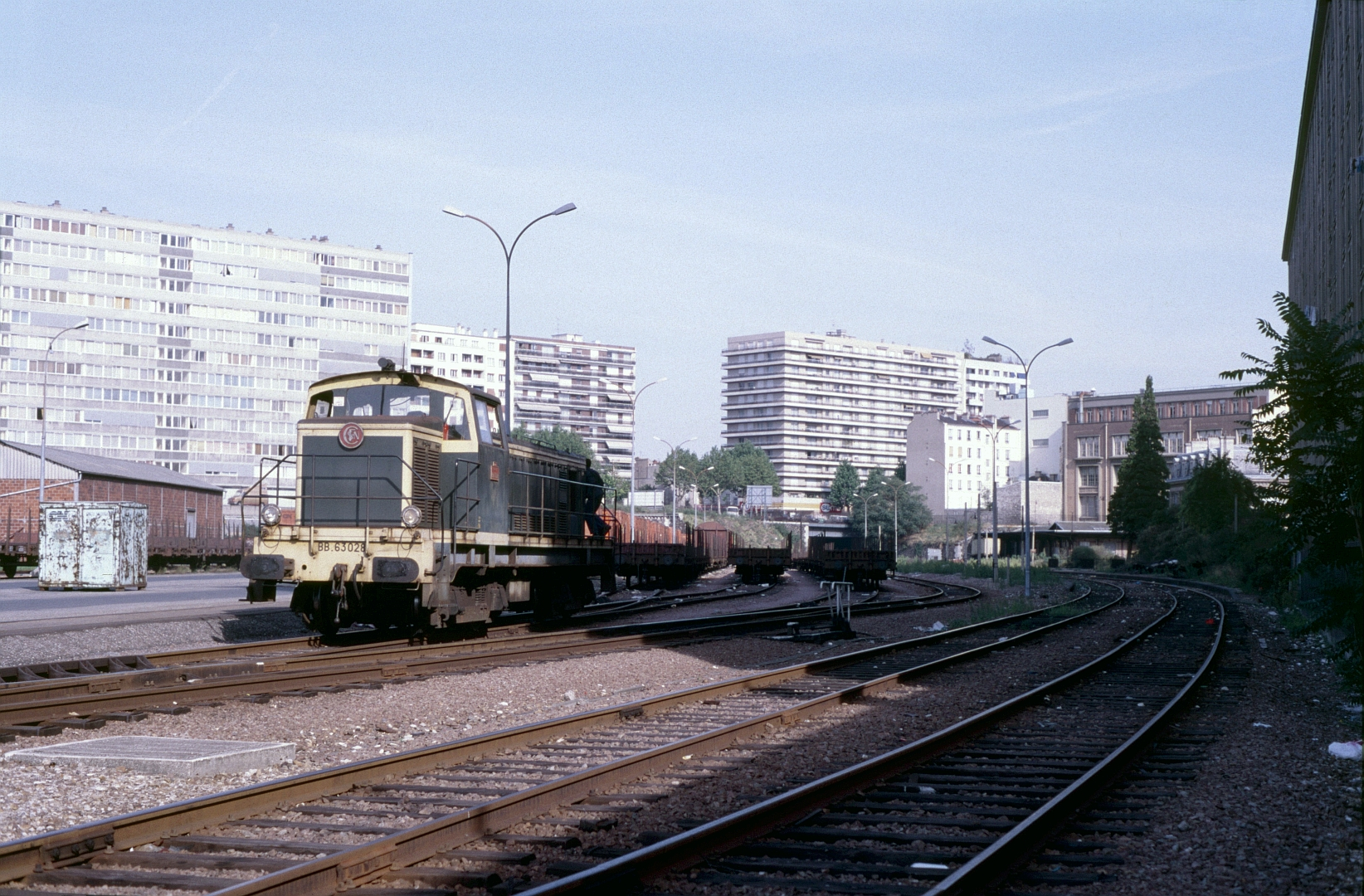
Les installations à la fin de l'exploitation ferroviaire, en 1985.

## La gare aujourd'hui

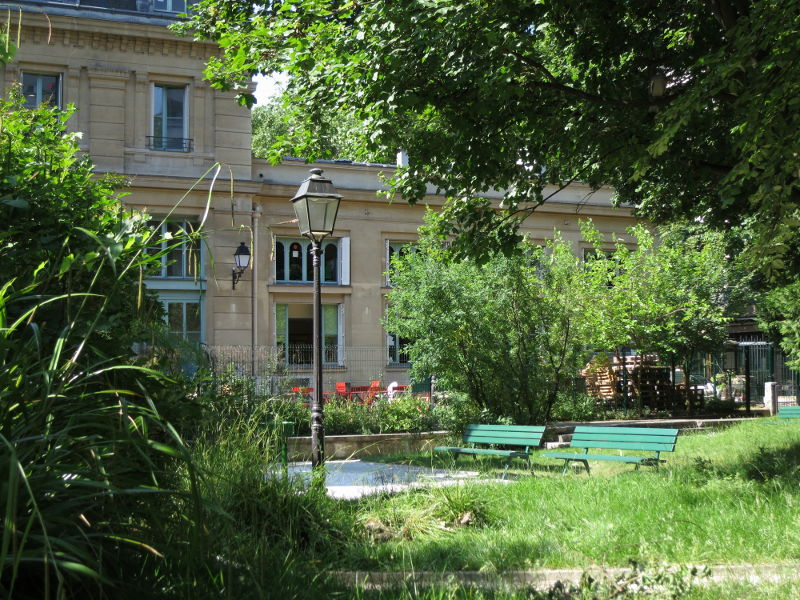
Vue du jardin de la Gare-de-Reuilly et de la gare de Reuilly en arrière-plan.

Après l'arrêt de l'activité ferroviaire, l'ancien bâtiment voyageurs de la gare est utilisé en bureaux par l'organisme pilote de la reconversion du quartier. Après la réalisation du projet, le bâtiment, conservé comme symbole ferroviaire, est réhabilité et reconverti en maison des associations du 12e arrondissement. Cette nouvelle affectation est inaugurée par le maire de Paris, Bertrand Delanoë, le 13 décembre 2003. 

À trois cents mètres de la gare de Reuilly, un incendie ravage dans la nuit du dimanche 26 au lundi 27 janvier 2025 le beffroi et une partie de la toiture de la mairie du 12e arrondissement de Paris, rendant inutilisable ce bâtiment et lui nécessitant d'importants travaux de restauration. Les services municipaux qui y étaient hébergés sont par conséquent déménagés et une partie de ceux-ci, où s'effectuent les démarches administratives, provisoirement installés à partir du 3 février dans l'ancienne gare de Reuilly.